# La Nouvelle Vie de Sarah
Pour plus de détails, voir Fiche technique et Distribution.
La Nouvelle Vie de Sarah (Sarah, Plain and Tall) est un téléfilm américain réalisé par Glenn Jordan, diffusé sur CBS en 1991.
Le téléfilm a connu deux suites : Le Combat de Sarah (1993) et Les Déchirements du passé (1999).

## Synopsis
Kansas, 1910. Jacob Witting est un fermier qui porte toujours le deuil de sa femme morte en couches il y a quelques années. Trouvant néanmoins trop difficile de s'occuper à la fois de sa ferme et de ses deux enfants, Anna et Caleb, il se décide à passer une annonce où il propose le mariage. Sarah Wheaton, une institutrice du Maine, répond à l'annonce. 

## Fiche technique
- Réalisation : Glenn Jordan
- Scénario : Patricia MacLachlan et Carol Sobieski, d'après le roman de Patricia MacLachlan
- Photographie : Mike Fash
- Montage : John Wright
- Musique : David Shire
- Pays d'origine :  États-Unis
- Langue originale : anglais
- Genre : drame
- Durée : 98 minutes
- Première diffusion : 3 février 1991

## Distribution
- Glenn Close : Sarah Wheaton
- Christopher Walken : Jacob Witting
- Lexi Randall : Anna Witting
- Małgorzata Zajączkowska : Maggie Grant
- Jon DeVries : Matthew Grant
- Christopher Bell : Caleb Witting
- James Rebhorn : William Wheaton
- Woody Watson : Jess Stearns
- Betty Laird : Mrs. Parkley

## Accueil
La Nouvelle Vie de Sarah recueille 80 % de critiques favorables, avec une note moyenne de 7,7/10 et sur la base de 5 critiques collectées, sur le site Rotten Tomatoes.
Il a été nommé au Golden Globe de la meilleure mini-série ou du meilleur téléfilm et au Primetime Emmy Award de la meilleure mini-série ou du meilleur téléfilm.